# Dario Carotenuto
Dario Carotenuto (Napoli, 11 febbraio 1978) è un politico italiano.

## Biografia
Nato a Napoli, diplomato perito informatico, ha vissuto per un breve periodo a Londra, dove ha fatto il musicista, e per alcuni anni a Parigi prima di far rientro in Italia. 
Giornalista e documentarista di professione, ha collaborato, come responsabile dei contenuti multimediali, al programma televisivo "Atlantide TV", diretto da Jacopo Fo, con la partecipazione tra gli altri di Dario Fo e Franca Rame.
Ha partecipato alla realizzazione di un cartone animato realizzato per una puntata della soap opera "Un posto al Sole", trasmesso da Rai 3 e prodotto un documentario sull’inquinamento da microplastiche sull’isola di Pasqua dal titolo “M(o)ai + plastica”, vincitore dei concorsi internazionali per cortometraggi CortiSonanti e Aqua Film Festival.
È direttore responsabile della rivista MadeInMind Magazine.

## Attività politica
È vicino al Movimento 5 Stelle sin dal 2005, quando si è iscritto al meet-up Amici di Beppe Grillo di Napoli. All'interno del M5S si è occupato dapprima della comunicazione sul territorio (gestione di siti web, grafica e videomaking), nonché più tardi, di quella Parlamentare, prestando consulenza per l'ufficio comunicazione del gruppo presso la Camera dei Deputati; nel 2013 ha ideato il progetto 5giornia5stelle, un notiziario online focalizzato sulla divulgazione delle attività parlamentari dei rappresentanti del Movimento..
Alle elezioni comunali del 2011 è stato candidato consigliere comunale di Napoli, ma con 41 preferenze non risulta eletto. Alle elezioni politiche del 2013 viene candidato alla Camera dei Deputati nella circoscrizione Campania 1 per il M5S, ma non è eletto. Alle elezioni comunali del 2021 è stato ricandidato consigliere comunale di Napoli, totalizzando 627 preferenze e risultando il secondo dei non eletti.
Alle elezioni politiche anticipate del 2022 viene eletto deputato per il Movimento 5 Stelle nel collegio uninominale Campania 1 - 03 (Napoli: Quartiere 7 - San Carlo all'Arena), ottenendo il 45,49% e superando Fabrizio Ferrandelli del centro-sinistra (23,94%), Giuseppe Pecoraro del centro-destra (20,24%), Caterina Cernicchiaro di Azione-Italia Viva (4,8%) e Luigi De Magistris di Unione Popolare (3,5%).
È segretario della XI Commissione (Lavoro Pubblico e Privato) e membro della Vigilanza Rai. 
Nel marzo del 2024 su iniziativa dell'intergruppo parlamentare per la pace tra Israele e Palestina, di cui è membro, partecipa con una delegazione di circa 50 tra parlamentari, giornalisti, esperti di diritto internazionale e membri di organizzazioni non governative alla carovana per la pace, che arriva fino al valico di Rafah per accompagnare un carico di beni di prima necessità nella striscia di Gaza, denunciando il blocco dell'ingresso dei camion carichi di aiuti umanitari provenienti da tutto il mondo, fermi a marcire nel deserto del Sinai, a causa dei lunghi controlli dell'esercito israeliano imposti dal governo Netanyahu a seguito del massacro del 7 ottobre.